# اچ‌دی ۱۳۱۵۵۱
اچ‌دی ۱۳۱۵۵۱ یک ستاره است که در صورت فلکی مرغ بهشتی قرار دارد.